# Барабашов (кратер)

Бюст Барабашова і карта Марса з відміченим на ній кратером Барабашов в Харківській обсерваторії

Барабашов (англ. Barabashov) — метеоритний кратер у квадранглі Аркадія на Марсі посередині низини Mareotis. Розташований на 47.4° північної широта й 68.8°° західної довготи. Діаметр ≈ 125,6 км. Його було названо 1973 року на честь М. П. Барабашова.

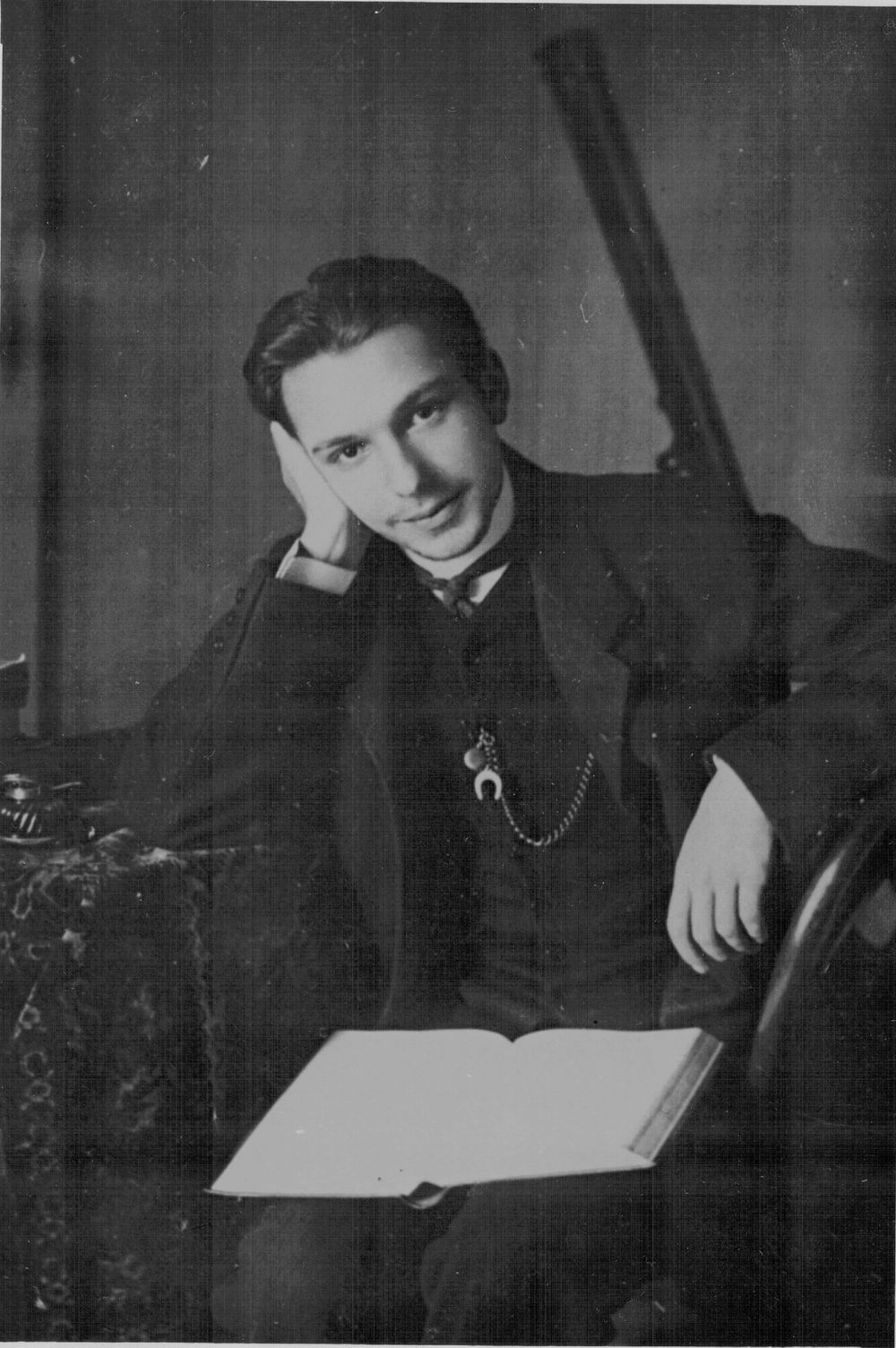
Микола Барабашов, український астроном, академік АН УРСР, Герой Соціалістичної Праці.
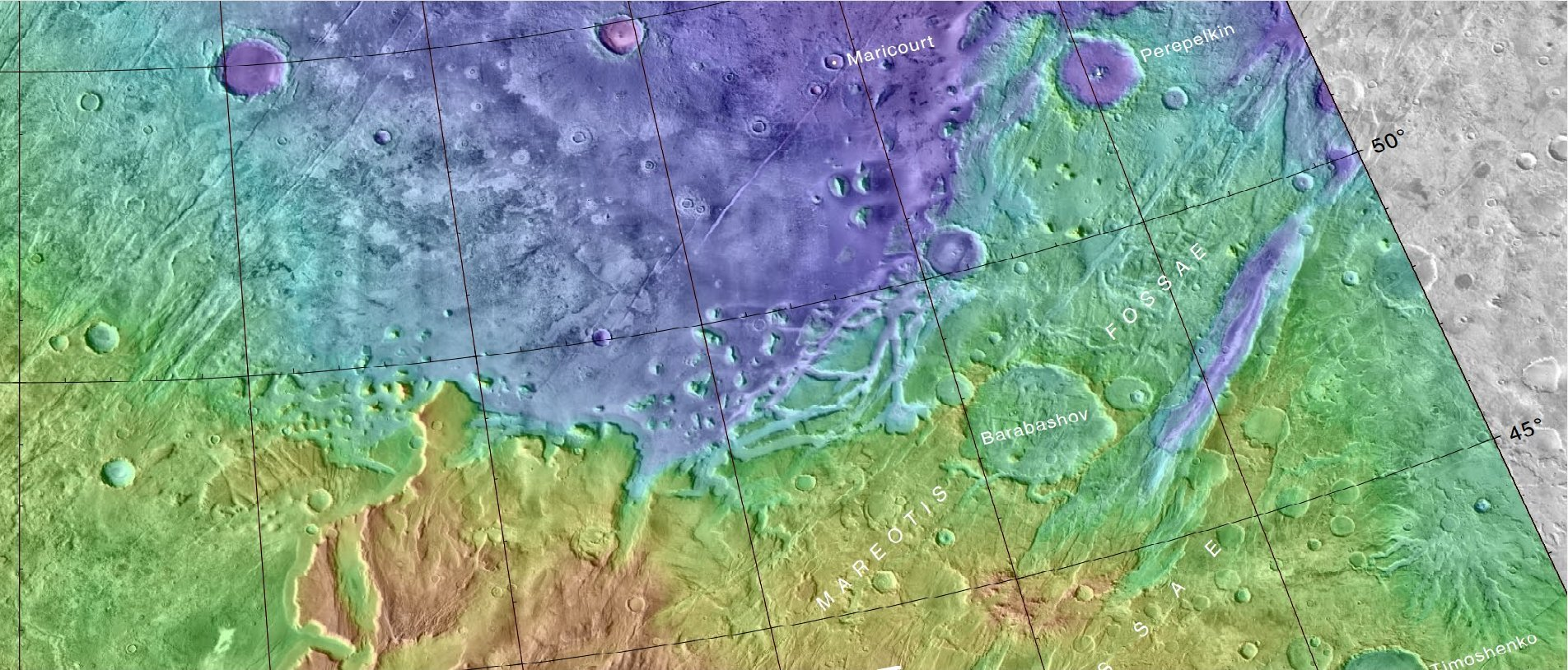
Положення кратера Барабашова відносно інших кратерів.
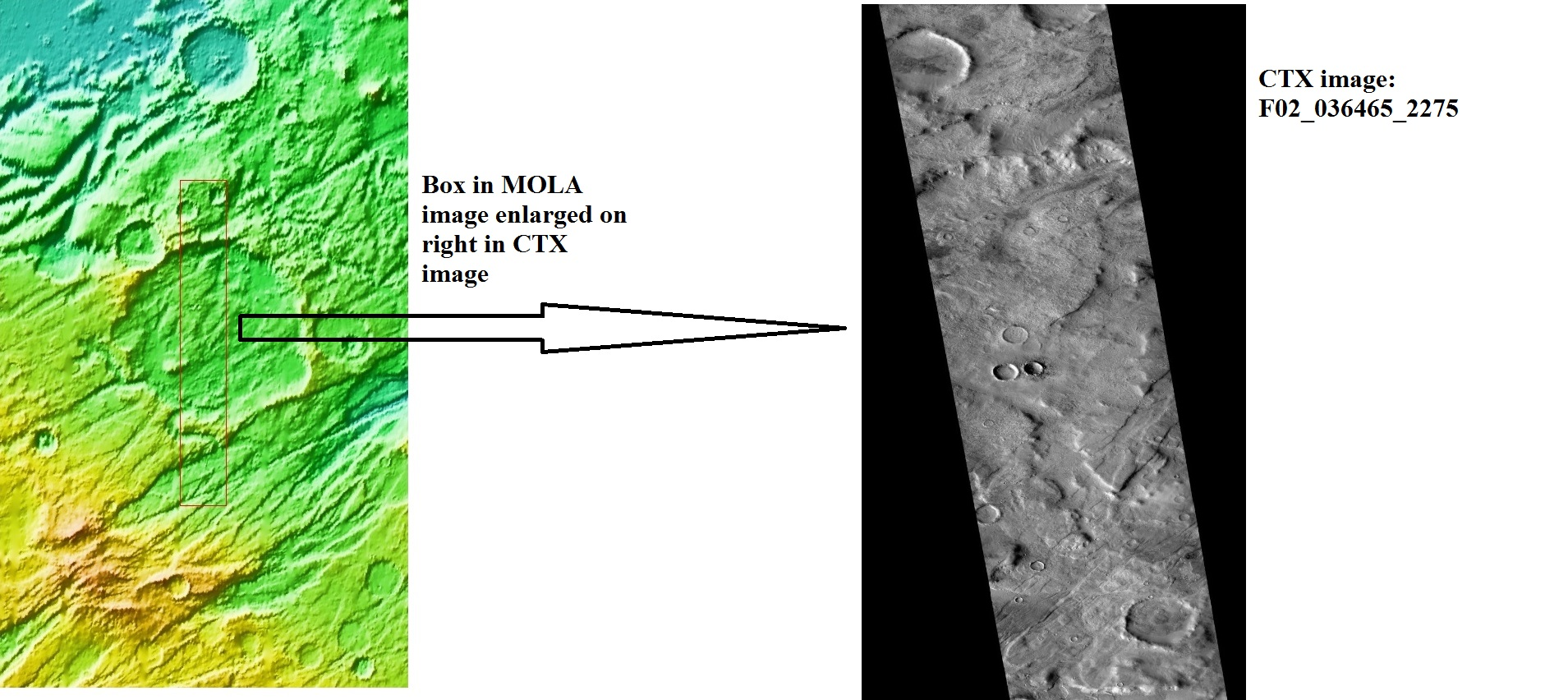
Кратер Барабашова.
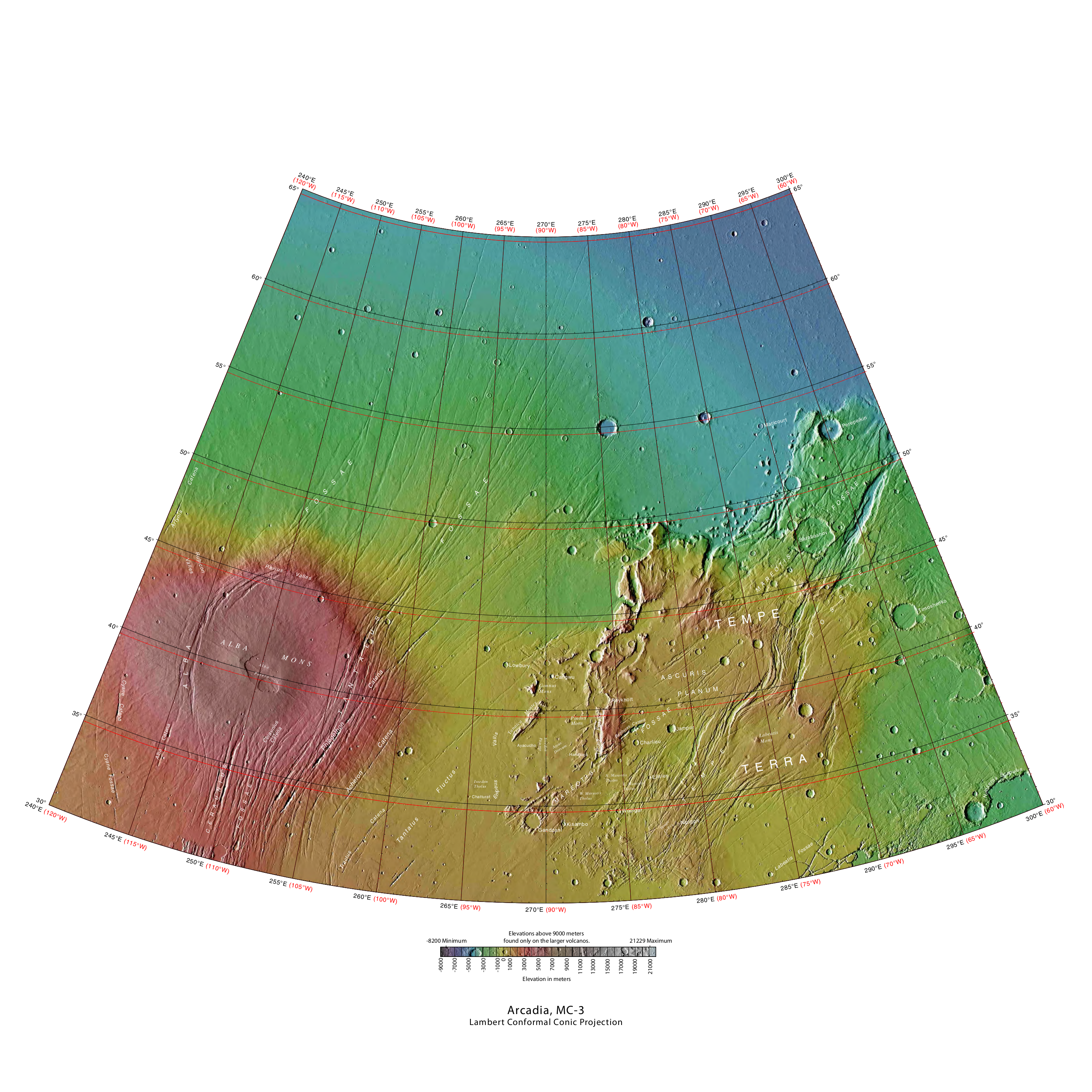
Квадрангл Аркадія.